# Ložnica pri Žalcu
Ložnica pri Žalcu (Duits: Lotschitz an der Sann) is een plaats in Slovenië en maakt deel uit van de gemeente Žalec. De plaats telde 486 inwoners op 1 januari 2020.